# Monte Erebus

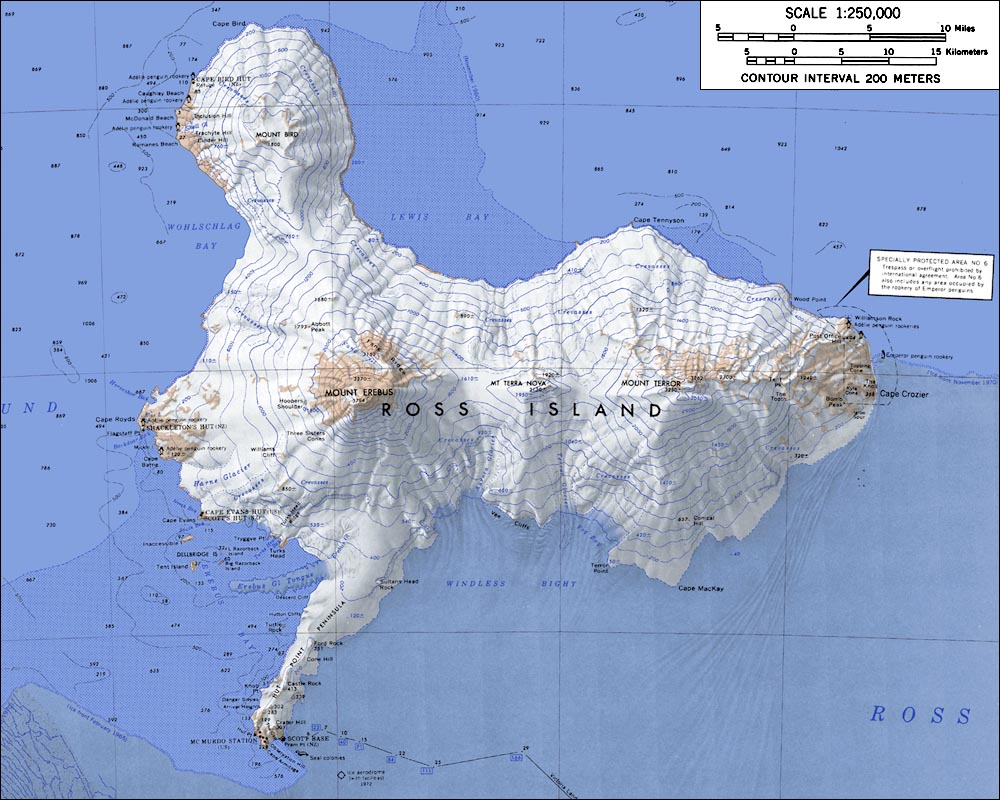
Mapa topográfico de isla Ross, con el monte Erebus en la parte central (1:250.000).

El monte Erebus, en la Antártida, es el volcán activo más austral de la Tierra. Tiene una altitud de 3794 metros y está localizado en la isla de Ross, que también tiene otros tres volcanes activos, entre ellos el Monte Terror. Esta montaña forma parte del Cinturón de Fuego del Pacífico, que incluye 1600 volcanes activos.
Se ha observado que este volcán ha estado continuamente activo desde 1972, y en sus inmediaciones se encuentra el Observatorio del Volcán Monte Erebus, dirigido por el Instituto de Tecnología y Minería de Nuevo México (New Mexico Tech). Es uno de los tres volcanes de la Antártida (junto a la isla Decepción y a la isla Buckle) en donde se han observado erupciones.
El cráter es uno de los pocos lagos de lava permanentes en el mundo.

## Historia
El monte Erebus fue descubierto el 27 de enero de 1841 por el explorador polar Sir James Clark Ross, cuyas naves se llamaban HMS Erebus y HMS Terror, (que también fueron usadas por Sir John Franklin en su desastrosa expedición al Ártico). Tanto la nave como el volcán toman su nombre de Érebo, el dios griego primigenio, personificación de la oscuridad y las sombras e hijo de Caos y Ananké.
El primer ascenso completo hasta el borde del cráter principal fue realizado por Edgeworth David y su equipo, miembros de la expedición Nimrod de 1908, liderada por sir Ernest Shackleton. El primer ascenso conocido en solitario a este monte fue realizado por Charles J. Blackmer entre el 19 y el 20 de enero de 1991. Blackmer, un herrero que trabajó por muchos años en la base McMurdo, completó esta escalada en un período de 24 horas, tomándole el ascenso aproximadamente unas 17 horas. Este evento ha sido citado en dos libros sobre experiencias en la Antártida: Terra Incognita de Sara Wheeler y Big Dead Place (Gran Lugar Muerto), de Nicholas Johnson.

## Geología y vulcanología
El monte Erebus es hoy día el volcán más activo de la Antártida. Su cumbre contiene un lago persistente de lava fonolítica convectiva, uno de los pocos que existen en la Tierra. La actividad eruptiva característica consiste en erupciones estrombolianas desde el mismo lago o desde alguno de los varios conos secundarios que se encuentran dentro del cráter interior del volcán. Es un volcán científicamente extraordinario por el hecho de ser de nivel relativamente bajo y de tener una actividad eruptiva inusualmente persistente, que permite el estudio vulcanológico a largo plazo de un sistema eruptivo estromboliano en un sitio muy cercano a los conos activos (unos cientos de metros). Esta característica es compartida con unos pocos volcanes del planeta, como el Stromboli en Italia. Dicho estudio científico se ve además facilitado por la proximidad (35 km) de la Base McMurdo (EE. UU.) y la Base Scott (Nueva Zelanda), ambas situadas en la isla de Ross. 
El monte Erebus se clasifica como un estratovolcán poligenético. La mitad inferior del volcán es un escudo y la superior un estratocono, al igual que el monte Etna. La composición de los productos eruptivos actuales del Erebus es anortoclasa porfírica, fonolita tefrítica y fonolita, que constituyen el grueso del flujo expuesto de lava. Los productos eruptivos más antiguos consisten en lavas basaníticas de baja viscosidad relativamente indiferenciadas, que forman la plataforma inferior del escudo del edificio del Erebus. Lavas basaníticas y fonotefritas algo más recientes afloran en Fang Ridge, un remanente erosionado de un Erebo antiguo y en otras ubicaciones aisladas en los flancos del edificio volcánico. 

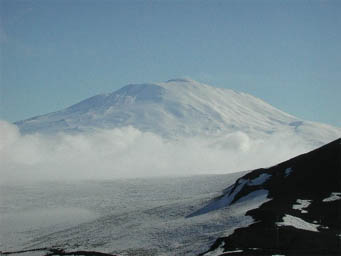
Monte Erebus, 1972.

Flujos de lava de fonotefrita, tefrifonolita y tracita más viscosas erupcionaron luego de la basanita. Las laderas superiores del monte Erebus están dominadas por flujos de lava de fonolita tefrítica descendentes (-30°) con bordes laterales de gran escala. Una conspicua interrupción de la ladera a 3.200 metros de altura aproximadamente es la plataforma de la cima que constituye una caldera volcánica de menos de 100.000 años de antigüedad. La propia caldera está rellena de flujos de lava de fonolita y fonolita tefrítica de poco volumen. En el centro de la caldera de la cumbre se halla un cono empinado compuesto primariamente de bombas volcánicas descompuestas y grandes depósitos de cristales de anortoclasa. Es dentro de este cono de la cumbre donde el lago de lava activo se desgasifica continuamente.

## Desastre aéreo

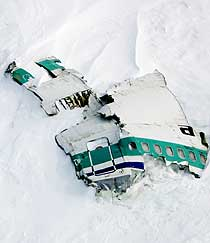
Restos del vuelo 901 de Air New Zealand sobre el monte Erebus.

El vuelo 901 de Air New Zealand era un servicio de transporte aéreo regular y sin escalas entre el Aeropuerto Internacional de Auckland en Nueva Zelanda y la Antártida. Este servicio de sobrevuelo, que tenía un fin turístico, era operado con un avión de pasajeros DC-10-30 y fue comenzado en febrero de 1977. El vuelo se estrelló en el monte Erebus el 28 de noviembre de 1979 en condiciones de blancura total, un fenómeno peligroso consistente en la pérdida de definición entre el horizonte y la tierra a causa de la blancura de la nieve y de las nubes. Las 257 personas a bordo perdieron sus vidas, suspendiéndose el servicio después del siniestro.  
Durante el verano antártico la nieve se derrite en los flancos del monte Erebus y trae a la superficie de la nieve restos del choque que resultan plenamente visibles desde el aire.
La cruz de acero inoxidable que recuerda las víctimas del accidente aéreo de 1979, erigida en enero de 1987 en un promontorio rocoso a tres kilómetros del lugar del accidente aéreo propiamente dicho en el monte Erebus para recordar a las 257 personas fallecidas al estrellarse contra las colinas del monte, fue designada Sitio y Monumento Histórico de la Antártida n.º 73 bajo el Tratado Antártico.